# ونوس جومون
ونوس جومون Jōmon Venus (縄文のビーナス Jōmon no Bīnasu) یک دوگوو (dogū) است، پیکره زنانه از جنس خاک رس متعلق به میانه دوره جومون (۳۰۰۰–۲۰۰۰ قبل از میلاد مسیح) است که در سال ۱۹۸۶ در شهر چینو، ناگانو ژاپن کشف شد. این پیکره در سال ۱۹۹۵ به عنوان یک گنجینه ملی تعیین شد، اولین اثر باستانی دوره جومون که چنین طراحی شده‌است.

## تاریخ
در سال ۱۹۸۶ کاوش‌های باستان‌شناسی قبل از احداث یک پارک صنعتی در شهر چینو در محل هملت سابق تناباتاکه واقع در پای دامنه جنوبی کوه کریگامین در کوه‌های یاتسوگاتک یافت شد. قطعات کشف شده در محل نشان می‌دهد که این روستا یک مرکز تجاری مرفه بوده‌است. این مجسمه در میان چاله‌های دفن در مرکز محل حفاری پیدا شده‌است. نخستین بار Tanabatake نامیده شد.